# إيه إم سي +
إيه إم سي + (بالإنجليزية: AMC+)‏ هي خدمة بث فيديو عند الطلب مملوكة لشركة شبكات إيه إم سي تم إطلاقها في يونيو 2020. الخدمة عبارة عن حزمة متميزة تشمل الخلاصات الحية ومكتبات البرامج لشبكات التلفزيون التابعة للشركة والعلامات التجارية المتدفقة إلى جانب المحتوى الحصري الخاص بها.

## وصلات خارجية
- الموقع الرسمي